# Frédéric-Joseph de Schwarzenberg
Pour les autres membres de la famille, voir Maison de Schwarzenberg.
Frédéric-Joseph de Schwarzenberg (de son nom de naissance Friedrich Johann Joseph Cölestin zu Schwarzenberg, en français Frédéric Jean Joseph Célestin de Schwarzenberg) est né le 6 avril 1809 et mort le 27 mars 1885. Il était un cardinal autrichien du XIXe siècle.

## Biographie
Issu de l'une des familles les plus influentes de la haute-noblesse allemande de Bohême, la maison princière de Schwarzenberg, il est le fils cadet du prince Joseph II de Schwarzenberg (1769 - 1833) et de son épouse Pauline d'Arenberg (1774 - 1810) ; l'un de ses frères est le ministre-président autrichien Félix de Schwarzenberg. Il est aussi le beau-frère du prince de Windischgrätz.
Schwarzenberg  est ordonné prêtre en 1833 et il est nommé deux ans après comme archevêque de Salzbourg. Comme archevêque il  essaie d'abolir les reformes du joséphisme. 
Le pape Grégoire XVI le crée cardinal  lors du consistoire du 24 janvier 1842. En 1849 il est transféré à l'archidiocèse de Prague. Il ne participe pas au conclave de 1846, mais à celui de 1878 lors duquel le pape Léon XIII est élu.
Son cardinalat dure 43 ans et 62 jours de janvier 1842 à mars 1885.